# Theodora III

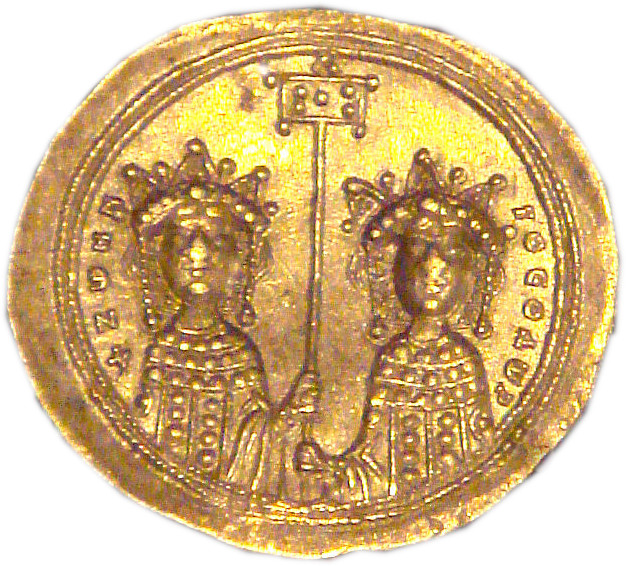
Theodora met Zoë op een gouden munt

Theodora III (Grieks: Θεοδώρα; ca. 980 - Constantinopel, 31 augustus 1056) was een Byzantijns keizerin.
Theodora was de dochter van keizer Constantijn VIII en de jongere zus van keizerin Zoë. In 1032 werd ze gedwongen zich terug te trekken in het klooster. Op 21 april 1042 werd zij samen met Zoë keizerin. Op 11 juni van dat jaar eindigde haar keizerschap, toen haar zus in het huwelijk trad met Constantijn IX.
Na de dood van Constantijn kwam Theodora voor de tweede keer op de troon en regeerde van 11 januari 1055 tot haar dood in augustus 1056. Ze was toen al over de zeventig. Met haar overlijden kwam er een eind aan de Macedonische dynastie. Zij werd opgevolgd door Michaël VI.